# Rafael Macedo

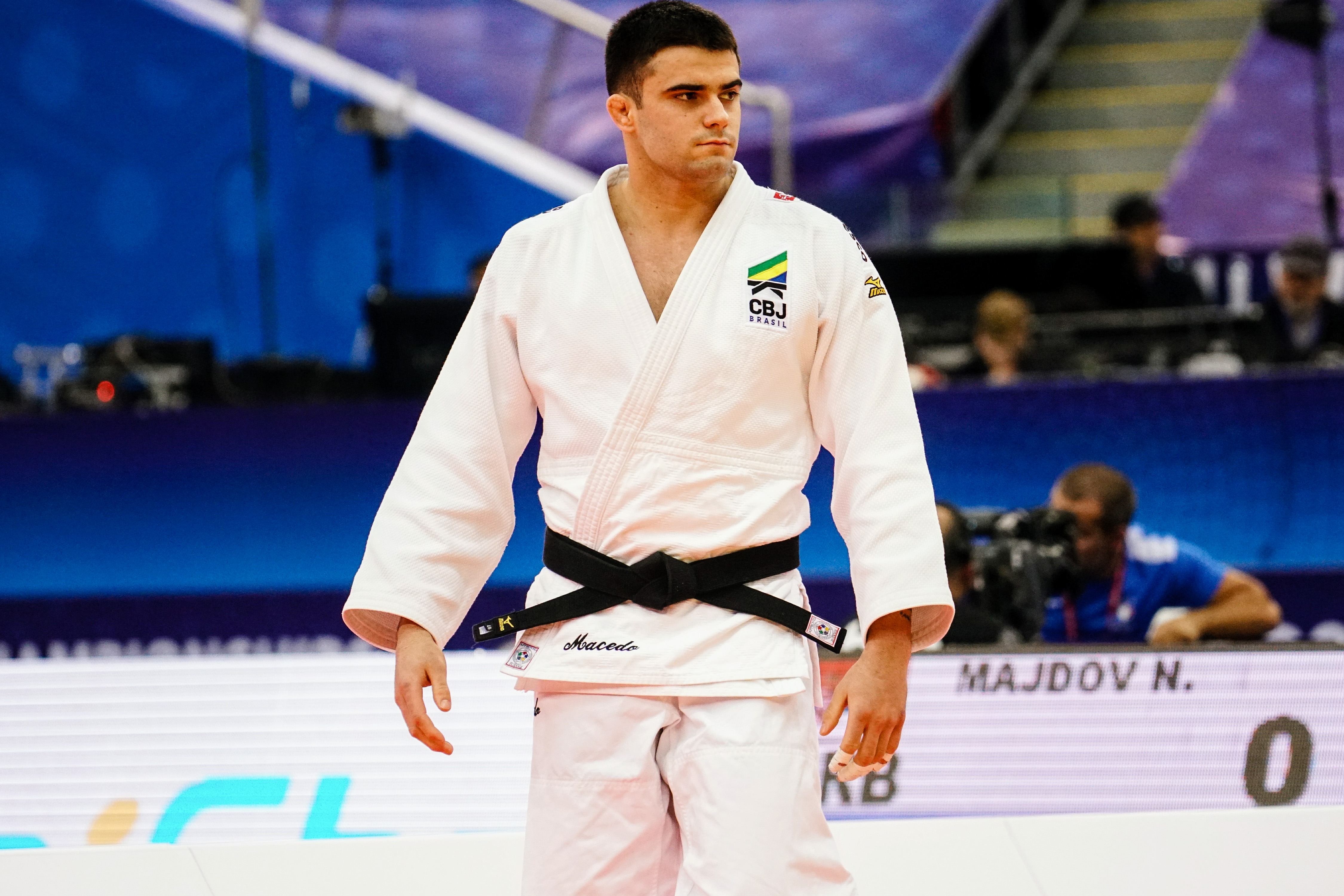
Rafael Macedo bei den Weltmeisterschaften 2018

Rafael Godoy de Macedo (* 15. August 1994 in São José dos Campos, Bundesstaat São Paulo) ist ein brasilianischer Judoka. Er gewann 2024 Bronze im Mixed-Team bei den Olympischen Spielen. 2023 war er Zweiter bei den Panamerikanischen Spielen im Einzel und mit der Mannschaft.

## Sportliche Karriere
Macedo gewann 2014 bei den panamerikanischen U21-Meisterschaften in der Gewichtsklasse bis 81 Kilogramm. Im gleichen Jahr siegte er auch bei den Juniorenweltmeisterschaften. 2015 nahm er als Sportstudent an der Universiade in Gwangju teil und belegte den fünften Platz. 2016 gewann Macedo den brasilianischen Meistertitel.
2017 wechselte Macedo in die Gewichtsklasse bis 90 Kilogramm. Bei den Panamerikanischen Meisterschaften belegte er 2017 den dritten Platz. Zwei Jahre später erreichte er das Finale und gewann Silber hinter dem Kubaner Iván Felipe Silva. Dreieinhalb Monate später verlor Macedo bei den Panamerikanischen Spielen in Lima im Halbfinale gegen den Kubaner, Macedo belegte letztlich den fünften Platz. Bei den Weltmeisterschaften 2019 in Tokio schied Macedo in der zweiten Runde aus. Mit dem Mixed-Team gewann er die Bronzemedaille.
Obwohl 2020 wegen der COVID-19-Pandemie nur wenige internationale Turniere ausgetragen wurden, erreichte Macedo im November das Finale der Panamerikanischen Meisterschaften und wurde wieder Zweiter hinter Silva. Ein halbes Jahr später fanden die Panamerikanischen Meisterschaften 2021 statt, diesmal verlor Macedo im Finale gegen Robert Florentino aus der Dominikanischen Republik. Bei den Weltmeisterschaften in Budapest schied Macedo im Achtelfinale aus. Mit dem Mixed-Team gewann er erneut Bronze. Bei den Olympischen Spielen in Tokio schied Macedo in seinem Auftaktkampf gegen den Kasachen Islam Bosbajew. Im Mixed Team belegte die brasilianische Mannschaft den siebten Platz. Dabei trat Macedo nur im Viertelfinale gegen die Mannschaft aus den Niederlanden an. In der Hoffnungsrunde gegen das israelische Team kämpfte Eduardo Yudy Santos.
Bei den Weltmeisterschaften 2022 in Taschkent und 2023 in Doha schied Macedo im Achtelfinale aus. Im September 2023 gewann Macedo bei den Panamerikanischen Meisterschaften. Im Oktober 2023 bei den Panamerikanischen Spielen in Santiago verlor Macedo sowohl im Einzel-Finale als auch im Mixed-Team-Finale gegen Ivan Felipe Silva.
2024 erkämpfte Macedo Bronze bei den Panamerika- und Ozeanienmeisterschaften. Bei den Weltmeisterschaften 2024 in Abu Dhabi verlor er im Achtelfinale gegen den Japaner Gōki Tajima. Bei den Olympischen Spielen in Paris unterlag Macedo im Viertelfinale dem Spanier Tristani Mosakhlishvili, in der Hoffnungsrunde bezwang er den Südkoreaner Han Ju-yeop. Den Kampf um Bronze verlor Macedo gegen den Franzosen Maxime-Gaël Ngayap Hambou. Im Mixed-Team-Wettbewerb unterlag Macedo im Achtelfinale gegen Kasachstan, aber sein Team gewann den Kampf. Im Viertelfinale siegte er gegen Deutschland, aber sein Team verlor. In der Hoffnungsrunde gegen Serbien und im Kampf um Bronze gegen Italien gewann Macedo jeweils seinen Kampf und auch sein Team blieb siegreich.